# Trxye
Trxye è il terzo EP, il primo per una major, del cantante australiano Troye Sivan, pubblicato il 15 agosto 2014.

## Tracce
1. Happy Little Pill – 3:44
2. Touch – 3:35
3. Fun – 3:26
4. Gasoline – 3:25
5. The Fault In Our Stars (MMXIV) – 3:12

## Classifiche
| Classifica (2014) | Posizione massima |
| ----------------- | ----------------- |
| Canada            | 2                 |
| Francia           | 177               |
| Nuova Zelanda     | 2                 |
| Stati Uniti       | 5                 |